# A Difícil Vida Fácil
A Difícil Vida Fácil é um filme brasileiro, do gênero drama policial, produzido em 1972 e dirigido por Jece Valadão.

## Enredo
Uma jovem que é explorada por lenocínio resolve contar para um jornalista, que se apaixona por uma amiga dela, tudo que acontece com elas.

## Elenco
- Jece Valadão
- Sandra Barsotti
- Paulo Fortes
- Marly de Fátima
- Rubens de Falco
- Vera Gimenez
- Emiliano Queiroz
- Hélio Ary
- Jotta Barroso
- Levi Salgado
- Yara Stein
- Kandi Montemuro